# Seals de San Francisco (baseball)
Pour les articles homonymes, voir Seals de San Francisco.
Les Seals de San Francisco (en anglais : San Francisco Seals) sont une ancienne franchise américaine de ligue mineure de baseball qui opéra en Pacific Coast League de 1903 à 1957 en remportant quatorze fois le titre.
La franchise fut contrainte de quitter San Francisco à l'arrivée de la franchise MLB des Giants de New York.

## Palmarès
- Champion de la Pacific Coast League (AAA) : 1909, 1915, 1917, 1922, 1923, 1925, 1928, 1931, 1935, 1943, 1944, 1945, 1946, 1957